# Wereldbeker langlaufen 2023/2024
De wereldbeker langlaufen 2023/2024 ging van start op 24 november 2023 in het Finse Kuusamo en eindigde op 17 maart 2024 in het Zweedse Falun. Het hoogtepunt van het seizoen was de Tour de Ski.
De langlaufer die aan het einde van het seizoen de meeste punten heeft verzameld, wint de algemene wereldbeker. De Noor Harald Østberg Amundsen en de Amerikaanse Jessica Diggins veroverden dit seizoen de algemene wereldbeker.

## Mannen

### Kalender
| Datum                       | Plaats                      | Onderdeel                             | Eerste                                                                                | Tweede                                                             | Derde                                                                                |
| --------------------------- | --------------------------- | ------------------------------------- | ------------------------------------------------------------------------------------- | ------------------------------------------------------------------ | ------------------------------------------------------------------------------------ |
| 24/11/2023                  | Kuusamo                     | Sprint (klassieke stijl)              | Erik Valnes                                                                           | Richard Jouve                                                      | Johannes Høsflot Klæbo                                                               |
| 25/11/2023                  | Kuusamo                     | 10 km klassieke stijl                 | Martin Løwstrøm Nyenget                                                               | Iivo Niskanen                                                      | Erik Valnes                                                                          |
| 26/11/2023                  | Kuusamo                     | 20 km vrije stijl (massastart)        | Jan Thomas Jenssen                                                                    | Michal Novák                                                       | Harald Østberg Amundsen                                                              |
| 02/12/2023                  | Gällivare                   | 10 km vrije stijl                     | Pål Golberg                                                                           | Harald Østberg Amundsen                                            | Iver Tildheim Andersen                                                               |
| 03/12/2023                  | Gällivare                   | 4×7,5 km estafette                    | Noorwegen Pål Golberg Martin Løwstrøm Nyenget Simen Hegstad Krüger Jan Thomas Jenssen | Zweden Johan Häggström Calle Halfvarsson Leo Johansson Edvin Anger | Duitsland Janosch Brugger Albert Kuchler Friedrich Moch Anian Sossau                 |
| 09/12/2023                  | Östersund                   | Sprint (klassieke stijl)              | Johannes Høsflot Klæbo                                                                | Erik Valnes                                                        | James Clinton Schoonmaker                                                            |
| 10/12/2023                  | Östersund                   | 10 km vrije stijl                     | Harald Østberg Amundsen                                                               | Simen Hegstad Krüger                                               | Didrik Tønseth                                                                       |
| 15/12/2023                  | Trondheim                   | Sprint (vrije stijl)                  | Johannes Høsflot Klæbo                                                                | Lucas Chanavat                                                     | Harald Østberg Amundsen                                                              |
| 16/12/2023                  | Trondheim                   | 20 km skiatlon                        | Johannes Høsflot Klæbo                                                                | Andrew Musgrave                                                    | Didrik Tønseth                                                                       |
| 17/12/2023                  | Trondheim                   | 10 km klassieke stijl                 | Johannes Høsflot Klæbo                                                                | Pål Golberg                                                        | Henrik Dønnestad                                                                     |
| Tour de Ski 2023/2024       |                             |                                       |                                                                                       |                                                                    |                                                                                      |
| 30/12/2023                  | Toblach                     | Sprint (vrije stijl)                  | Lucas Chanavat                                                                        | Jules Chappaz                                                      | Ben Ogden                                                                            |
| 31/12/2023                  | Toblach                     | 10 km klassieke stijl                 | Perttu Hyvärinen                                                                      | Erik Valnes                                                        | Harald Østberg Amundsen                                                              |
| 01/01/2024                  | Toblach                     | 25 km vrije stijl (handicapstart)     | Harald Østberg Amundsen                                                               | Erik Valnes                                                        | Jan Thomas Jenssen                                                                   |
| 03/01/2024                  | Davos                       | Sprint (vrije stijl)                  | Lucas Chanavat                                                                        | Edvin Anger                                                        | Federico Pellegrino                                                                  |
| 04/01/2024                  | Davos                       | 20 km klassieke stijl (handicapstart) | Harald Østberg Amundsen                                                               | Henrik Dønnestad                                                   | Martin Løwstrøm Nyenget                                                              |
| 06/01/2024                  | Val di Fiemme               | 15 km klassieke stijl (massastart)    | Erik Valnes                                                                           | William Poromaa                                                    | Cyril Fähndrich                                                                      |
| 07/01/2024                  | Val di Fiemme               | 10 km vrije stijl (massastart)        | Jules Lapierre                                                                        | Friedrich Moch                                                     | Hugo Lapalus                                                                         |
| Eindklassement Tour de Ski: | Eindklassement Tour de Ski: | Eindklassement Tour de Ski:           | Harald Østberg Amundsen                                                               | Friedrich Moch                                                     | Hugo Lapalus                                                                         |
| 19/01/2024                  | Oberhof                     | Sprint (klassieke stijl)              | Erik Valnes                                                                           | Ansgar Evensen                                                     | Even Northug                                                                         |
| 20/01/2024                  | Oberhof                     | 20 km klassieke stijl (massastart)    | Erik Valnes                                                                           | Martin Løwstrøm Nyenget                                            | Pål Golberg                                                                          |
| 21/01/2024                  | Oberhof                     | 4×7,5 km estafette                    | Noorwegen Martin Løwstrøm Nyenget Erik Valnes Pål Golberg Johannes Høsflot Klæbo      | Italië Dietmar Nöckler Elia Barp Simone Dapra Federico Pellegrino  | Noorwegen Håvard Solås Taugbøl Didrik Tønseth Simen Hegstad Krüger Mattis Stenshagen |
| 27/01/2024                  | Goms                        | Sprint (vrije stijl)                  | Johannes Høsflot Klæbo                                                                | Lucas Chanavat                                                     | Håvard Solås Taugbøl                                                                 |
| 29/01/2024                  | Goms                        | 20 km vrije stijl (massastart)        | Johannes Høsflot Klæbo                                                                | Simen Hegstad Krüger                                               | Jules Lapierre                                                                       |
| 09/02/2024                  | Canmore                     | 15 km vrije stijl (massastart)        | Simen Hegstad Krüger                                                                  | Harald Østberg Amundsen                                            | Mika Vermeulen                                                                       |
| 10/02/2024                  | Canmore                     | Sprint (vrije stijl)                  | Johannes Høsflot Klæbo                                                                | Erik Valnes                                                        | Edvin Anger                                                                          |
| 11/02/2024                  | Canmore                     | 20 km klassieke stijl (massastart)    | Pål Golberg                                                                           | Johannes Høsflot Klæbo                                             | Mattis Stenshagen                                                                    |
| 13/02/2024                  | Canmore                     | Sprint (klassieke stijl)              | Johannes Høsflot Klæbo                                                                | Richard Jouve                                                      | Erik Valnes                                                                          |
| 17/02/2024                  | Minneapolis                 | Sprint (vrije stijl)                  | Johannes Høsflot Klæbo                                                                | Federico Pellegrino                                                | Håvard Solås Taugbøl                                                                 |
| 18/02/2024                  | Minneapolis                 | 10 km vrije stijl                     | Gus Schumacher                                                                        | Harald Østberg Amundsen                                            | Pål Golberg                                                                          |
| 01/03/2024                  | Lahti                       | Teamsprint (klassieke stijl)          | Noorwegen Pål Golberg Johannes Høsflot Klæbo                                          | Noorwegen Håvard Solås Taugbøl Even Northug                        | Finland Iivo Niskanen Lauri Vuorinen                                                 |
| 02/03/2024                  | Lahti                       | 20 km klassieke stijl                 | Johannes Høsflot Klæbo                                                                | Iivo Niskanen                                                      | Martin Løwstrøm Nyenget                                                              |
| 03/03/2024                  | Lahti                       | Sprint (vrije stijl)                  | Johannes Høsflot Klæbo                                                                | Lucas Chanavat                                                     | Valerio Grond                                                                        |
| 10/03/2024                  | Oslo                        | 50 km vrije stijl (massastart)        | Johannes Høsflot Klæbo                                                                | Martin Løwstrøm Nyenget                                            | Pål Golberg                                                                          |
| 12/03/2024                  | Drammen                     | Sprint (klassieke stijl)              | Johannes Høsflot Klæbo                                                                | Håvard Solås Taugbøl                                               | Even Northug                                                                         |
| 15/03/2024                  | Falun                       | Sprint (klassieke stijl)              | Johannes Høsflot Klæbo                                                                | Lauri Vuorinen                                                     | Harald Østberg Amundsen                                                              |
| 16/03/2024                  | Falun                       | 10 km klassieke stijl                 | Johannes Høsflot Klæbo                                                                | Iivo Niskanen                                                      | Martin Løwstrøm Nyenget                                                              |
| 17/03/2024                  | Falun                       | 20 km vrije stijl (massastart)        | Johannes Høsflot Klæbo                                                                | Gjøran Tefre                                                       | Martin Løwstrøm Nyenget                                                              |

### Eindstanden wereldbeker
| Algemene wereldbeker | Algemene wereldbeker    | Algemene wereldbeker | Algemene wereldbeker |
| #                    | Naam                    | Land                 | Punten               |
| -------------------- | ----------------------- | -------------------- | -------------------- |
| 1                    | Harald Østberg Amundsen | NOR                  | 2654                 |
| 2                    | Johannes Høsflot Klæbo  | NOR                  | 2600                 |
| 3                    | Erik Valnes             | NOR                  | 2106                 |
| 4                    | Pål Golberg             | NOR                  | 1869                 |
| 5                    | Martin Løwstrøm Nyenget | NOR                  | 1409                 |
| 6                    | Friedrich Moch          | GER                  | 1305                 |
| 7                    | Mika Vermeulen          | AUT                  | 1286                 |
| 8                    | Federico Pellegrino     | ITA                  | 1229                 |
| 9                    | Hugo Lapalus            | FRA                  | 1201                 |
| 10                   | Antoine Cyr             | CAN                  | 1095                 |

| Afstandswereldbeker | Afstandswereldbeker     | Afstandswereldbeker | Afstandswereldbeker |
| #                   | Naam                    | Land                | Punten              |
| ------------------- | ----------------------- | ------------------- | ------------------- |
| 1                   | Harald Østberg Amundsen | NOR                 | 1571                |
| 2                   | Johannes Høsflot Klæbo  | NOR                 | 1389                |
| 3                   | Pål Golberg             | NOR                 | 1334                |
| 4                   | Martin Løwstrøm Nyenget | NOR                 | 1154                |
| 5                   | Mika Vermeulen          | AUT                 | 1029                |
| 6                   | Friedrich Moch          | GER                 | 1016                |
| 7                   | Hugo Lapalus            | FRA                 | 931                 |
| 8                   | Andrew Musgrave         | GBR                 | 910                 |
| 9                   | Erik Valnes             | NOR                 | 877                 |
| 10                  | Simen Hegstad Krüger    | NOR                 | 862                 |

| Sprintwereldbeker | Sprintwereldbeker         | Sprintwereldbeker | Sprintwereldbeker |
| #                 | Naam                      | Land              | Punten            |
| ----------------- | ------------------------- | ----------------- | ----------------- |
| 1                 | Johannes Høsflot Klæbo    | NOR               | 1211              |
| 2                 | Erik Valnes               | NOR               | 1004              |
| 3                 | Lucas Chanavat            | FRA               | 937               |
| 4                 | Håvard Solås Taugbøl      | NOR               | 803               |
| 5                 | Harald Østberg Amundsen   | NOR               | 783               |
| 6                 | Even Northug              | NOR               | 773               |
| 7                 | Valerio Grond             | SUI               | 735               |
| 8                 | Edvin Anger               | SWE               | 675               |
| 9                 | Lauri Vuorinen            | FIN               | 645               |
| 10                | James Clinton Schoonmaker | USA               | 639               |

## Vrouwen

### Kalender
| Datum                       | Plaats                      | Onderdeel                             | Eerste                                                         | Tweede                                                                | Derde                                                                   |
| --------------------------- | --------------------------- | ------------------------------------- | -------------------------------------------------------------- | --------------------------------------------------------------------- | ----------------------------------------------------------------------- |
| 24/11/2023                  | Kuusamo                     | Sprint (klassieke stijl)              | Emma Ribom                                                     | Jonna Sundling                                                        | Kristine Stavås Skistad                                                 |
| 25/11/2023                  | Kuusamo                     | 10 km klassieke stijl                 | Ebba Andersson                                                 | Rosie Brennan                                                         | Frida Karlsson                                                          |
| 26/11/2023                  | Kuusamo                     | 20 km vrije stijl (massastart)        | Moa Ilar                                                       | Jessica Diggins                                                       | Rosie Brennan                                                           |
| 02/12/2023                  | Gällivare                   | 10 km vrije stijl                     | Jessica Diggins                                                | Ebba Andersson                                                        | Moa Ilar                                                                |
| 03/12/2023                  | Gällivare                   | 4×7,5 km estafette                    | Zweden Moa Lundgren Emma Ribom Ebba Andersson Moa Ilar         | Duitsland Laura Gimmler Katharina Hennig Pia Fink Victoria Carl       | Verenigde Staten Jessica Diggins Rosie Brennan Sophia Laukli Julia Kern |
| 09/12/2023                  | Östersund                   | Sprint (klassieke stijl)              | Emma Ribom                                                     | Kristine Stavås Skistad                                               | Linn Svahn                                                              |
| 10/12/2023                  | Östersund                   | 10 km vrije stijl                     | Jessica Diggins                                                | Heidi Weng                                                            | Victoria Carl                                                           |
| 15/12/2023                  | Trondheim                   | Sprint (vrije stijl)                  | Kristine Stavås Skistad                                        | Linn Svahn                                                            | Emma Ribom                                                              |
| 16/12/2023                  | Trondheim                   | 20 km skiatlon                        | Ebba Andersson                                                 | Jessica Diggins                                                       | Heidi Weng                                                              |
| 17/12/2023                  | Trondheim                   | 10 km klassieke stijl                 | Victoria Carl                                                  | Rosie Brennan                                                         | Ebba Andersson                                                          |
| Tour de Ski 2023/2024       |                             |                                       |                                                                |                                                                       |                                                                         |
| 30/12/2023                  | Toblach                     | Sprint (vrije stijl)                  | Linn Svahn                                                     | Jonna Sundling                                                        | Kristine Stavås Skistad                                                 |
| 31/12/2023                  | Toblach                     | 10 km klassieke stijl                 | Kerttu Niskanen                                                | Victoria Carl                                                         | Jessica Diggins                                                         |
| 01/01/2024                  | Toblach                     | 25 km vrije stijl (handicapstart)     | Jessica Diggins                                                | Victoria Carl                                                         | Linn Svahn                                                              |
| 03/01/2024                  | Davos                       | Sprint (vrije stijl)                  | Linn Svahn                                                     | Kristine Stavås Skistad                                               | Jessica Diggins                                                         |
| 04/01/2024                  | Davos                       | 20 km klassieke stijl (handicapstart) | Kerttu Niskanen                                                | Rosie Brennan                                                         | Jessica Diggins                                                         |
| 06/01/2024                  | Val di Fiemme               | 15 km klassieke stijl (massastart)    | Linn Svahn                                                     | Frida Karlsson                                                        | Katharina Hennig                                                        |
| 07/01/2024                  | Val di Fiemme               | 10 km vrije stijl (massastart)        | Sophia Laukli                                                  | Heidi Weng                                                            | Delphine Claudel                                                        |
| Eindklassement Tour de Ski: | Eindklassement Tour de Ski: | Eindklassement Tour de Ski:           | Jessica Diggins                                                | Heidi Weng                                                            | Kerttu Niskanen                                                         |
| 19/01/2024                  | Oberhof                     | Sprint (klassieke stijl)              | Linn Svahn                                                     | Frida Karlsson                                                        | Jonna Sundling                                                          |
| 20/01/2024                  | Oberhof                     | 20 km klassieke stijl (massastart)    | Frida Karlsson                                                 | Katharina Hennig                                                      | Kerttu Niskanen                                                         |
| 21/01/2024                  | Oberhof                     | 4×7,5 km estafette                    | Zweden Linn Svahn Frida Karlsson Ebba Andersson Jonna Sundling | Duitsland Katherine Sauerbrey Katharina Hennig Pia Fink Victoria Carl | Finland Johanna Matintalo Anne Kyllönen Krista Pärmäkoski Jasmi Joensuu |
| 27/01/2024                  | Goms                        | Sprint (vrije stijl)                  | Linn Svahn                                                     | Maja Dahlqvist                                                        | Jonna Sundling                                                          |
| 29/01/2024                  | Goms                        | 20 km vrije stijl (massastart)        | Jessica Diggins                                                | Frida Karlsson                                                        | Nadine Fähndrich                                                        |
| 09/02/2024                  | Canmore                     | 15 km vrije stijl (massastart)        | Jessica Diggins                                                | Delphine Claudel                                                      | Heidi Weng                                                              |
| 10/02/2024                  | Canmore                     | Sprint (vrije stijl)                  | Kristine Stavås Skistad                                        | Maja Dahlqvist                                                        | Linn Svahn                                                              |
| 11/02/2024                  | Canmore                     | 20 km klassieke stijl (massastart)    | Frida Karlsson                                                 | Kerttu Niskanen                                                       | Heidi Weng                                                              |
| 13/02/2024                  | Canmore                     | Sprint (klassieke stijl)              | Linn Svahn                                                     | Kristine Stavås Skistad                                               | Jonna Sundling                                                          |
| 17/02/2024                  | Minneapolis                 | Sprint (vrije stijl)                  | Jonna Sundling                                                 | Linn Svahn                                                            | Kristine Stavås Skistad                                                 |
| 18/02/2024                  | Minneapolis                 | 10 km vrije stijl                     | Jonna Sundling                                                 | Frida Karlsson                                                        | Jessica Diggins                                                         |
| 01/03/2024                  | Lahti                       | Teamsprint (klassieke stijl)          | Zweden Jonna Sundling Linn Svahn                               | Finland Krista Pärmäkoski Johanna Matintalo                           | Duitsland Katharina Hennig Laura Gimmler                                |
| 02/03/2024                  | Lahti                       | 20 km klassieke stijl                 | Krista Pärmäkoski                                              | Victoria Carl                                                         | Kerttu Niskanen                                                         |
| 03/03/2024                  | Lahti                       | Sprint (vrije stijl)                  | Kristine Stavås Skistad                                        | Coletta Rydzek                                                        | Maja Dahlqvist                                                          |
| 10/03/2024                  | Oslo                        | 50 km vrije stijl (massastart)        | Frida Karlsson                                                 | Ebba Andersson                                                        | Katharina Hennig                                                        |
| 12/03/2024                  | Drammen                     | Sprint (klassieke stijl)              | Kristine Stavås Skistad                                        | Linn Svahn                                                            | Rosie Brennan                                                           |
| 15/03/2024                  | Falun                       | Sprint (klassieke stijl)              | Kristine Stavås Skistad                                        | Linn Svahn                                                            | Jonna Sundling                                                          |
| 16/03/2024                  | Falun                       | 10 km klassieke stijl                 | Krista Pärmäkoski                                              | Johanna Matintalo                                                     | Jonna Sundling                                                          |
| 17/03/2024                  | Falun                       | 20 km vrije stijl (massastart)        | Jessica Diggins                                                | Heidi Weng                                                            | Anne Kjersti Kalvå                                                      |

### Eindstanden wereldbeker
| Algemene wereldbeker | Algemene wereldbeker | Algemene wereldbeker | Algemene wereldbeker |
| #                    | Naam                 | Land                 | Punten               |
| -------------------- | -------------------- | -------------------- | -------------------- |
| 1                    | Jessica Diggins      | USA                  | 2746                 |
| 2                    | Linn Svahn           | SWE                  | 2571                 |
| 3                    | Frida Karlsson       | SWE                  | 2309                 |
| 4                    | Victoria Carl        | GER                  | 2114                 |
| 5                    | Kerttu Niskanen      | FIN                  | 2080                 |
| 6                    | Jonna Sundling       | SWE                  | 2066                 |
| 7                    | Rosie Brennan        | USA                  | 2019                 |
| 8                    | Heidi Weng           | NOR                  | 1673                 |
| 9                    | Emma Ribom           | SWE                  | 1636                 |
| 10                   | Ebba Andersson       | SWE                  | 1409                 |

| Afstandswereldbeker | Afstandswereldbeker | Afstandswereldbeker | Afstandswereldbeker |
| #                   | Naam                | Land                | Punten              |
| ------------------- | ------------------- | ------------------- | ------------------- |
| 1                   | Jessica Diggins     | USA                 | 1623                |
| 2                   | Victoria Carl       | GER                 | 1399                |
| 3                   | Ebba Andersson      | SWE                 | 1355                |
| 4                   | Kerttu Niskanen     | FIN                 | 1354                |
| 5                   | Frida Karlsson      | SWE                 | 1321                |
| 6                   | Heidi Weng          | NOR                 | 1275                |
| 7                   | Rosie Brennan       | USA                 | 1221                |
| 8                   | Linn Svahn          | SWE                 | 1072                |
| 9                   | Teresa Stadlober    | AUT                 | 1022                |
| 10                  | Katharina Hennig    | GER                 | 964                 |

| Sprintwereldbeker | Sprintwereldbeker       | Sprintwereldbeker | Sprintwereldbeker |
| #                 | Naam                    | Land              | Punten            |
| ----------------- | ----------------------- | ----------------- | ----------------- |
| 1                 | Linn Svahn              | SWE               | 1274              |
| 2                 | Kristine Stavås Skistad | NOR               | 1101              |
| 3                 | Jonna Sundling          | SWE               | 918               |
| 4                 | Maja Dahlqvist          | SWE               | 823               |
| 5                 | Jessica Diggins         | USA               | 823               |
| 6                 | Emma Ribom              | SWE               | 785               |
| 7                 | Frida Karlsson          | SWE               | 733               |
| 8                 | Johanna Hagström        | SWE               | 718               |
| 9                 | Nadine Fähndrich        | SUI               | 661               |
| 10                | Rosie Brennan           | USA               | 624               |

## Gemengd

### Kalender
| Datum      | Plaats | Onderdeel                 | Eerste                                                       | Tweede                                                           | Derde                                                                                     |
| ---------- | ------ | ------------------------- | ------------------------------------------------------------ | ---------------------------------------------------------------- | ----------------------------------------------------------------------------------------- |
| 26/01/2024 | Goms   | 4×5 km gemengde estafette | Zweden William Poromaa Frida Karlsson Jens Burman Linn Svahn | Zweden Johan Häggström Ebba Andersson Edvin Anger Maja Dahlqvist | Noorwegen Martin Løwstrøm Nyenget Margrethe Bergane Simen Hegstad Krüger Tiril Udnes Weng |